# La-ngu
La-ngu (em tailandês: อำเภอละงู) é um distrito da província de Satun, no sul da Tailândia. É um dos 7 distritos que compõem a província. Sua população, de acordo com dados de 2012, era de 66 981 habitantes, e sua área territorial é de 380,35 km².
Grande parte das ilhas que compõem o distrito, localizadas no litoral da Tailândia, fazem parte do Parque Nacional Mu Ko Phetra.